# Jean Restout der Jüngere

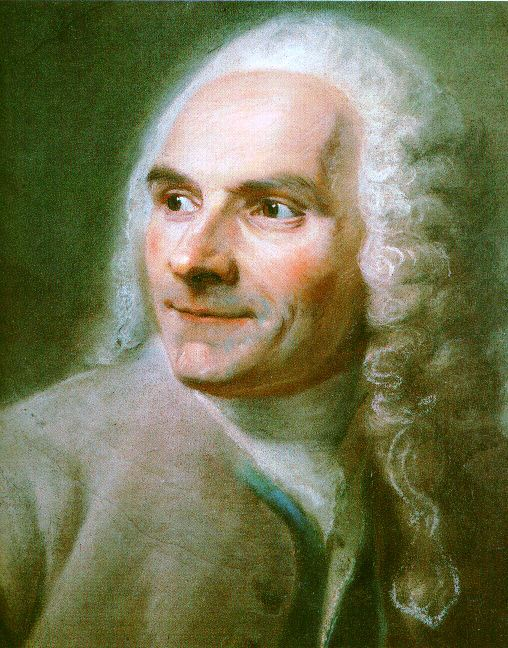
Jean Restout der Jüngere, gemalt von Maurice Quentin de La Tour

Jean Restout der Jüngere (* 26. März 1692 in Rouen; † 1. Januar 1768 in Paris; auch Jean  Restout II genannt) war ein französischer Bildnis- und Historienmaler des Frühklassizismus.

## Leben
Restout entstammte einer berühmten Malerfamilie. Er war ein Sohn des Malers Jean Restout der Ältere und dessen Frau Marie-Madeleine (geborene Jouvenet, 1655 – 28. Oktober 1698), eine Tochter von Laurent Jouvenet und dessen Frau Catherine Deleuze und wurde zwei Tage nach seiner Geburt in der Pfarrei Saint-Lo de Rouen getauft. Der Maler Jean Jouvenet war der Bruder seiner Mutter, die beide einer Künstlerfamilie aus Rouen angehörten. Er hatte ursprünglich fünf Geschwister, zwei Brüder und drei Schwestern. Als seine Mutter starb, war er erst sechs Jahre alt, und beim Tod des Vaters gerade 10. So wurde er von seinen Verwandten zurück zum Familiensitz in Cean geholt, die sich um seine Ausbildung und die seiner verbliebenen ebenso minderjährigen Schwester kümmern sollten. Seine Eltern, die beide künstlerisch tätig waren, hatten ihn kaum ausgebildet. Auch seine Onkel väterlicherseits gaben sich wenig Mühe ihn an die Kunst heranzuführen, da sie teilweise eher zurückgezogen in Klöstern lebten. Erst als er um 1707 von seinem Onkel Eustache Restout nach Paris zu seinem Onkel Jean Jouvenet gebracht wurde, nahm dieser ihn als Schüler an und bildete ihn in der Historienmaler aus. Im Jahr 1717 wurde er als Agréé an der Académie royale de peinture et de sculpture in Paris angenommen. Seit 1720 war er Mitglied der Akademie, wurde 1730 assoziierter Professor, dann 1734 Professor, 1746 beigeordneter Rektor, 1752 Rektor, 1760 Direktor und 1761 dort Kanzler. Im Jahr 1748 wurde er zudem von den Akademien in Rouen und Caen zum Mitglied ernannt. Nach einer schweren Erkrankung gab er 1765 sein Atelier auf.
Restout schuf zahlreiche Wandgemälde, fertigte Vorlagen für Gobelins und Staffeleibilder. In zahlreichen französischen Kirchen gab es Werke von ihm. Er wurde für seine Gemälde Vénus demandant à Vulcain des armes pour Énée und Vénus présentant ses armes à Énée mit dem großen Rompreis prämiert.
Zu seinen Schülern zählten Jean Barbault, Jean-Baptiste Deshays, Noël Hallé, Jakob Emanuel Handmann, Bernhard Rode. Er beeinflusste unter anderem Maurice Quentin de La Tour.

## Familie
Restout heiratete am 14. November 1729 Marie-Anne (geborene Hallé), eine Tochter des Malers Claude Guy Hallé (1652–1736).
- Jean Bernard Restout (22. Februar 1732 – 18. Juli 1797) wurde Maler und Kupferstecher und gilt als der berühmteste Künstler dieser Familie.

Noël Hallé war sein Schwager.

## Werke (Auswahl)
- Gebet Christi im Ölgarten
- Petrus übernimmt das Schlüsselamt
- Die Verkündigung 1759
- Christus heilt den Gelähmten

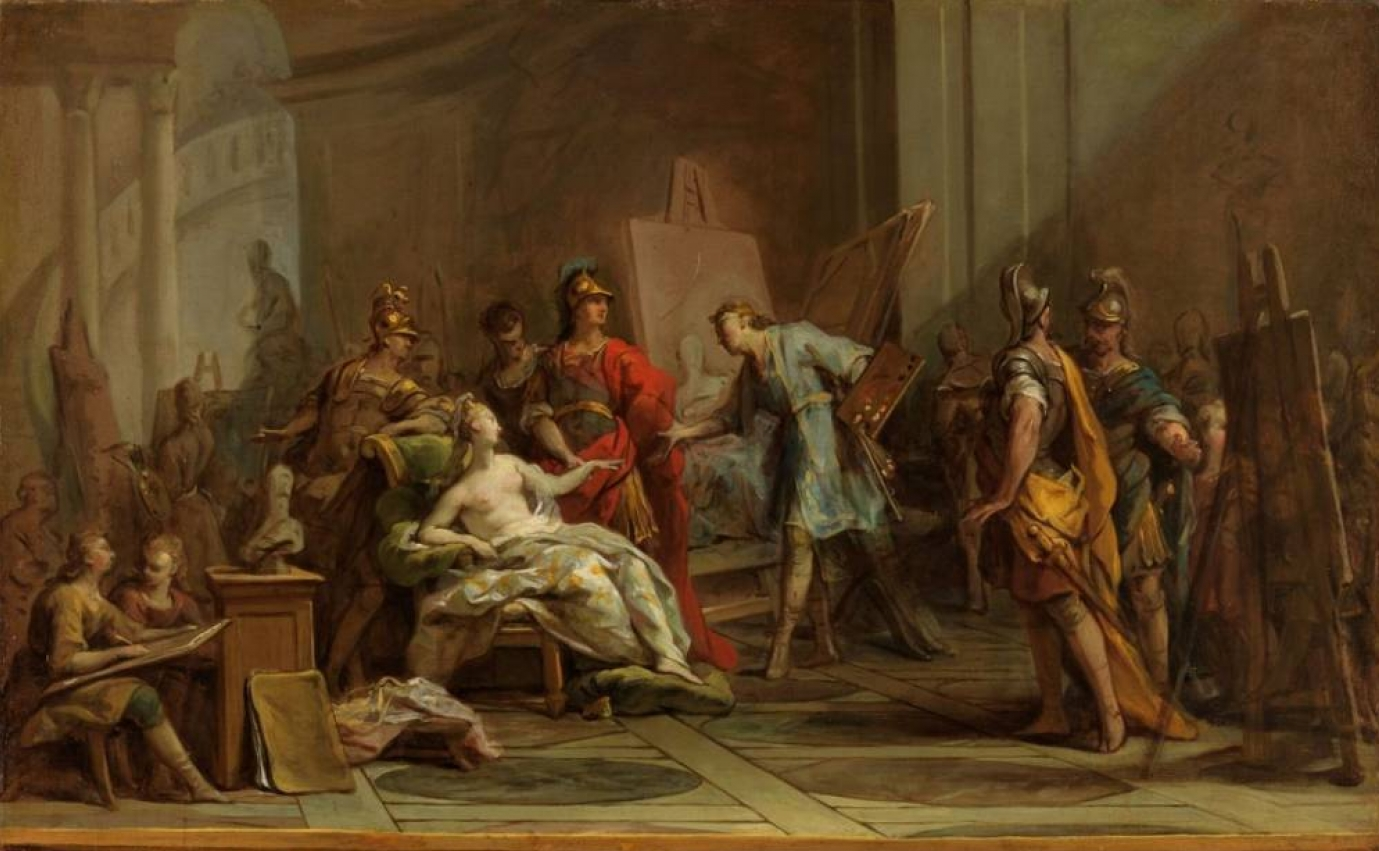
Alexander schenkt Apelles seine Nebenfrau Pancaspe

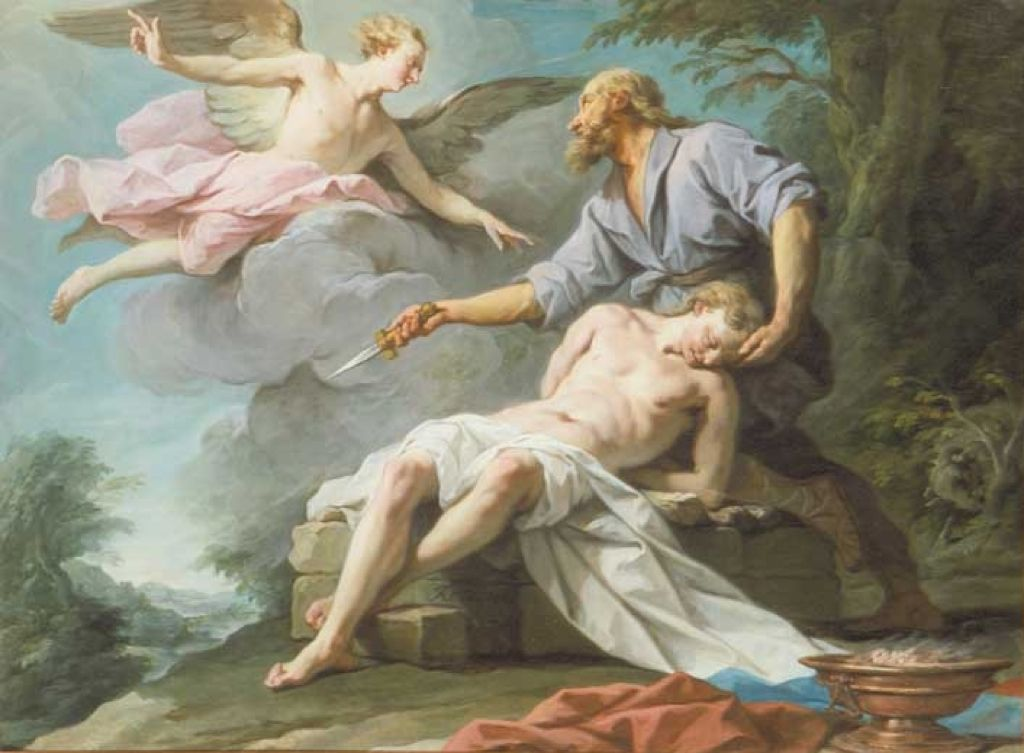
Die Segnung des Abraham

- Ananias legt die Hände auf Paulus, um ihn von der Blindheit zu heilen
- Bildniss des François Pourfour du Petit
- Erminia bei dem Hirten und Toilette der Hermice
- Plafondgemalde in der Bibliothek von St. Geneviéve
- Plafond des großen Saales zu Sanssouci: Triumph des Bacchus und der Ariadne

Schriften
- Essai sur les principes de la peinture. In: Bulletin de la Société des beaux-arts de Caen. Band 3, Hardel, Caen Februar 1863, S. 45–81 (gallica.bnf.fr)

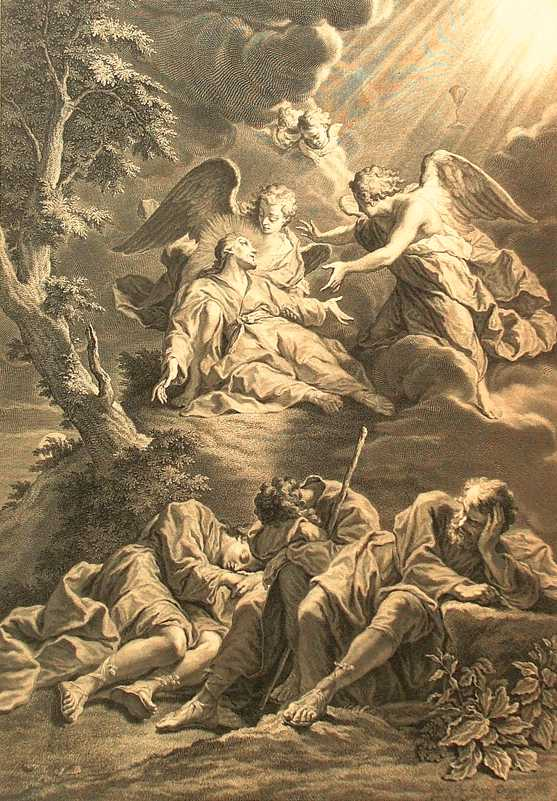
Gebet Christi im Ölgarten (Pierre Imbert Drevet nach dem Original Restouts)
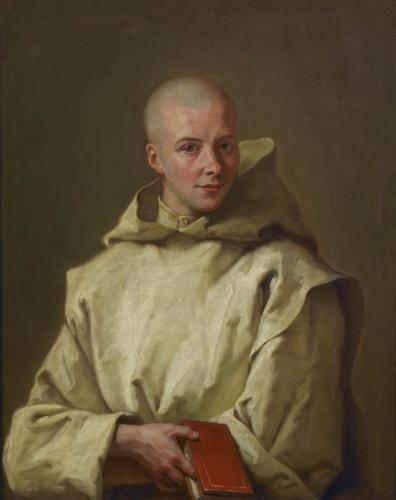
Porträt von Dom Baudouin Du Basset of Gaillon
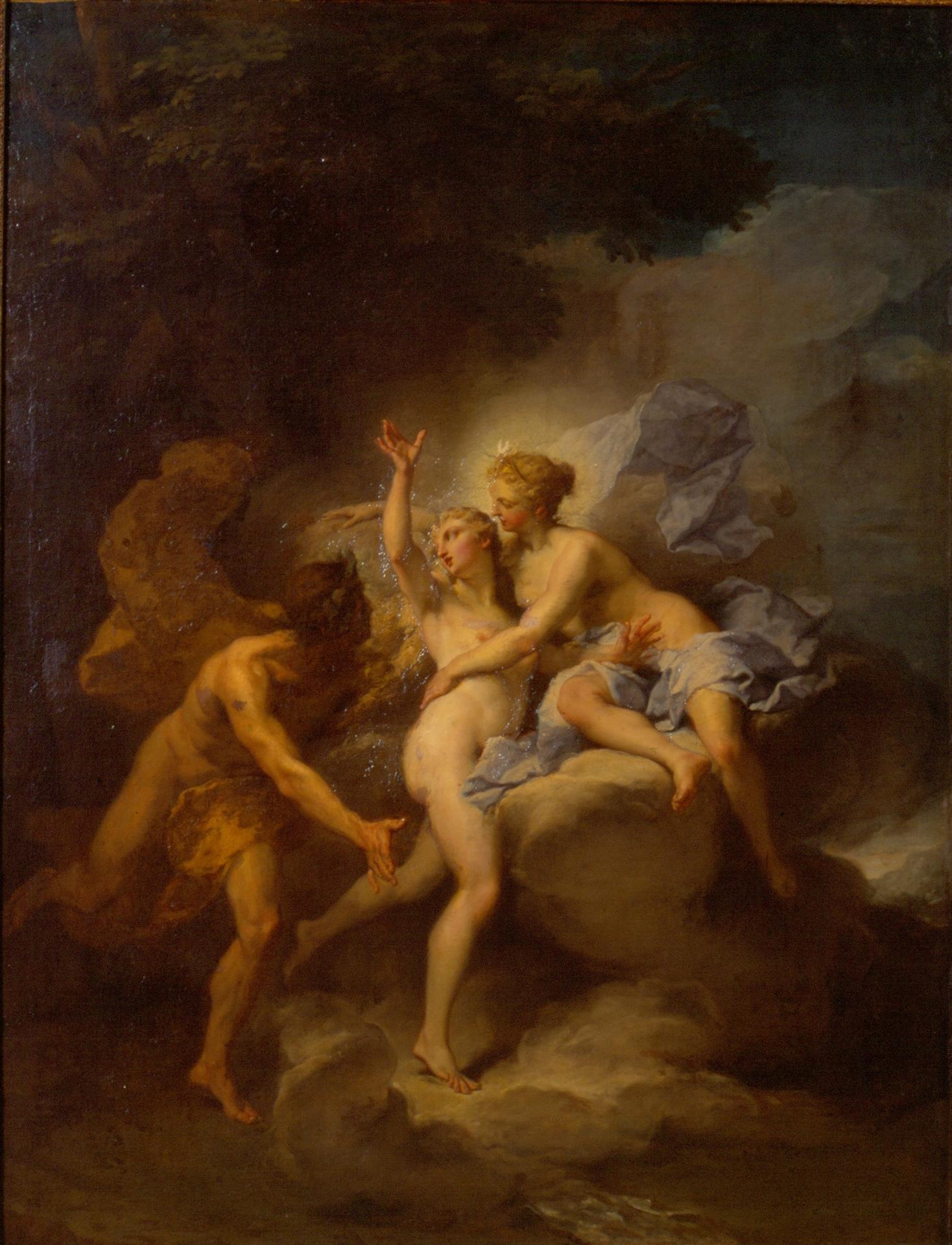
Alpheus und Arethusa
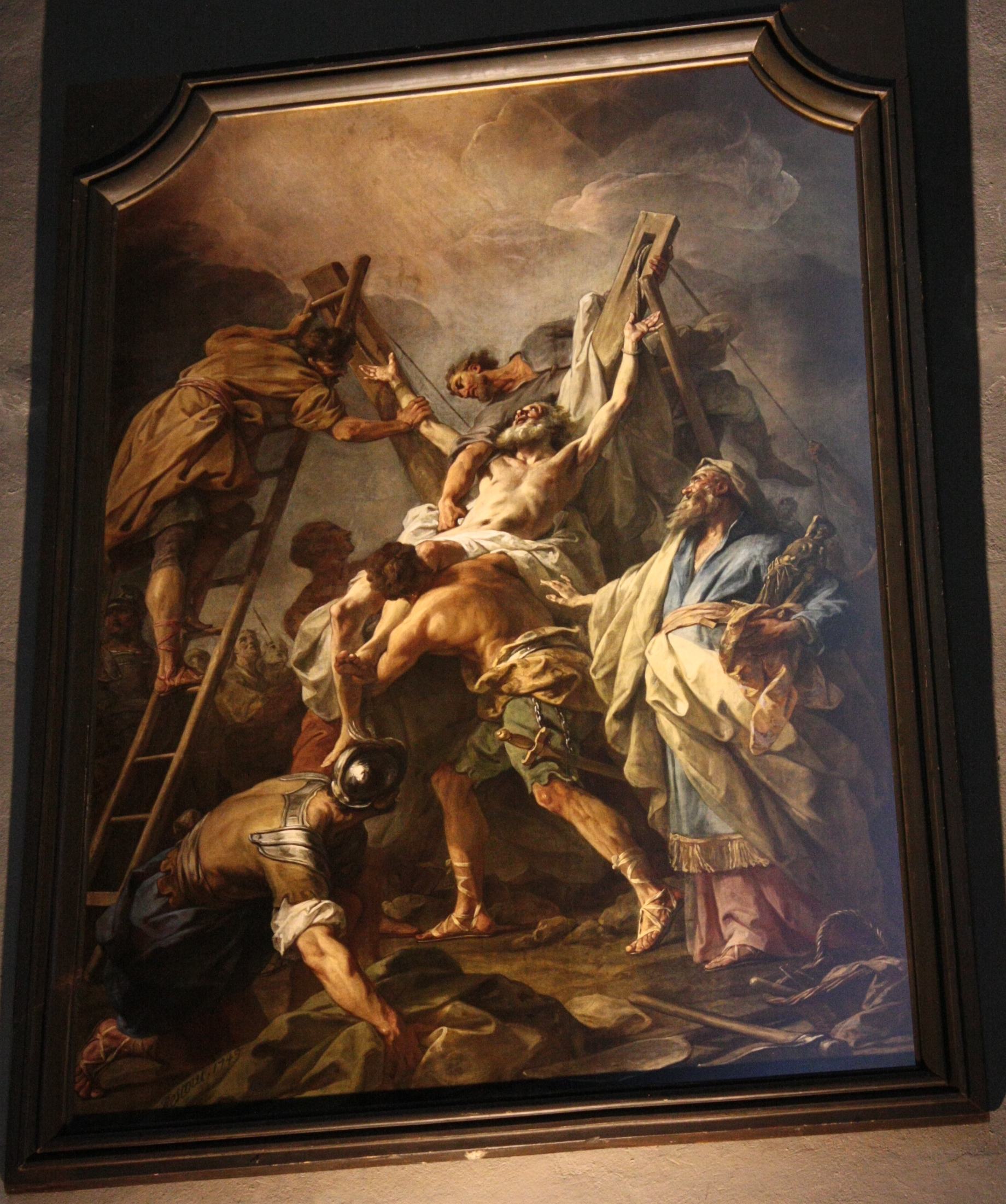
Das Martyrium des Hl. Andreas
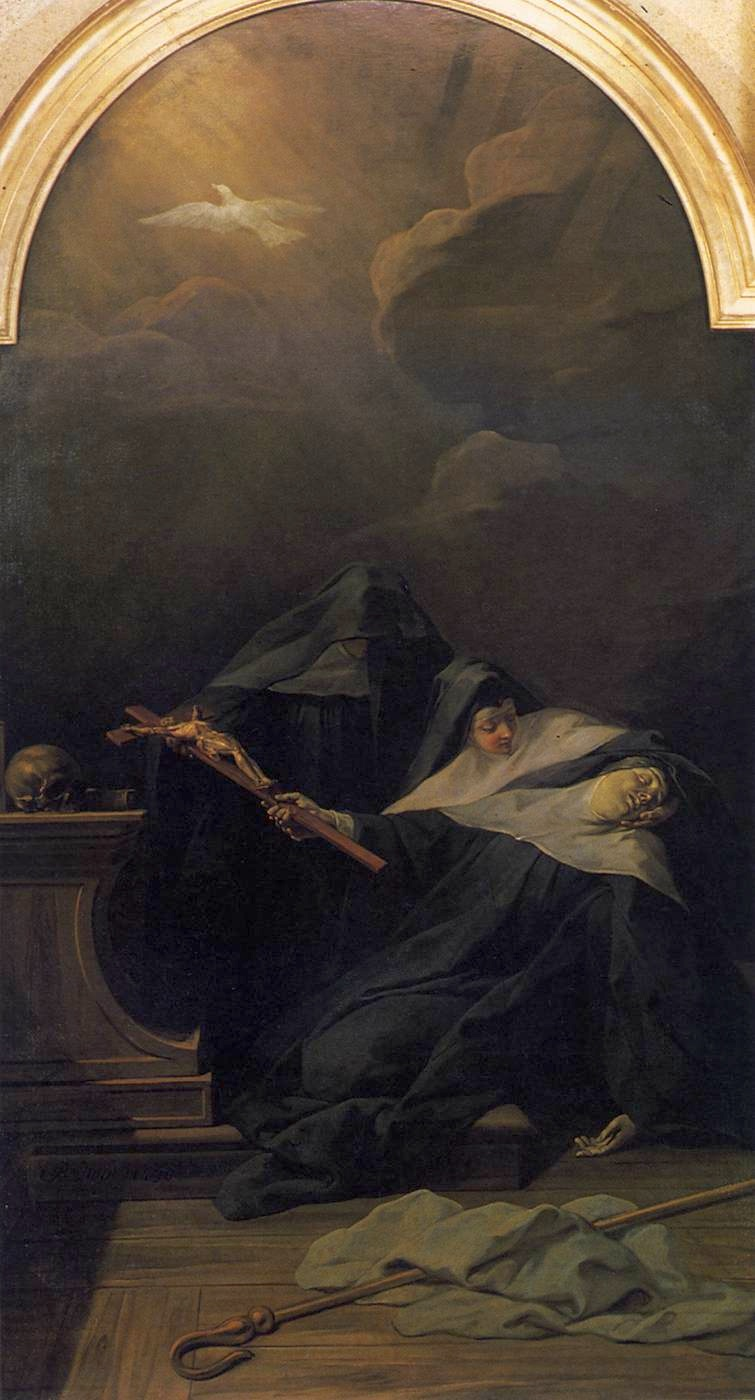
Der Tod der Scholastika von Nursia